# Isothamnis
Isothamnis é um gênero de traça pertencente à família Brachodidae.